# 구바촌
구바촌(久芳村)은 히로시마현 도요타군에 설치되었던 촌이다. 현재의 히가시히로시마시에 해당한다.